# Морочненська сільська рада
Моро́чненська сільська́ ра́да — колишній орган місцевого самоврядування в Зарічненському районі Рівненської області. Адміністративний центр — село Морочне.

## Загальні відомості
- Морочненська сільська рада утворена в 1940 році.
- Територія ради: 76,375 км²
- Населення ради: 1 909 осіб (станом на 2001 рік)
- Територією ради протікає річка Ножик.

## Населені пункти
Сільській раді підпорядковані населені пункти:
- с. Морочне
- с. Мутвиця

## Склад ради
Рада складається з 16 депутатів та голови.
- Голова ради: Захаревич Олександр Іванович
- Секретар ради: Яцковець Антоніна Іванівна

### Керівний склад попередніх скликань
| Прізвище, ім'я, по батькові  | Основні відомості                                                                                  | Дата обрання | Дата звільнення |
| ---------------------------- | -------------------------------------------------------------------------------------------------- | ------------ | --------------- |
| Захаревич Олександр Іванович | Сільський голова, 1972 року народження, освіта вища, член Всеукраїнського об'єднання «Батьківщина» | 26.03.2006   | 31.10.2010      |
| Захаревич Олександр Іванович | Сільський голова, 1972 року народження, освіта вища, член Всеукраїнського об'єднання «Батьківщина» | 31.10.2010   |                 |

Примітка: таблиця складена за даними сайту Верховної Ради України